# سایرام‌سو
سایرام‌سو (به قزاقی: Sayramsu) یک رود است که در قزاقستان واقع شده‌است.